# Campeonato Europeu de Atletismo em Pista Coberta de 2021 - Arremesso de peso feminino
A prova do arremesso de peso feminino do Campeonato Europeu de Atletismo em Pista Coberta de 2021 foi disputada entre os dias 4 e 5 de março de 2021 na Arena Toruń, em Toruń, na Polónia.

## Recordes
Antes desta competição, os recordes mundiais e do campeonato nesta prova eram os seguintes:
|                       | Nome               | Nacionalidade   | Distância | Local         | Data                    |
| --------------------- | ------------------ | --------------- | --------- | ------------- | ----------------------- |
| Recorde mundial       | Helena Fibingerová | Tchecoslováquia | 22m 50cm  | Jablonec      | 19 de fevereiro de 1977 |
| Recorde do campeonato | Helena Fibingerová | Tchecoslováquia | 21m 46cm  | San Sebastián | 13 de março de 1977     |
| Recorde europeu       | Helena Fibingerová | Tchecoslováquia | 22m 50cm  | Jablonec      | 19 de fevereiro de 1977 |

## Medalhistas
| Ouro                | Prata            | Bronze                    |
| Auriol Dongmo (POR) | Fanny Roos (SWE) | Christina Schwanitz (GER) |

## Cronograma
Todos os horários são locais (UTC+1).
| Data       | Hora  | Evento       |
| ---------- | ----- | ------------ |
| 4 de março | 19:15 | Qualificação |
| 5 de março | 19:06 | Final        |

## Resultados

### Qualificação
Qualificação: 18,40 m (Q) ou os 8 melhores qualificados (q).
| Posição | Atleta              | Nacionalidade | #1    | #2    | #3    | Resultados | Notas |
| ------- | ------------------- | ------------- | ----- | ----- | ----- | ---------- | ----- |
| 1       | Christina Schwanitz | Alemanha      | 18.86 |       |       | 18.86      | Q     |
| 2       | Aliona Dubitskaya   | Bielorrússia  | 18.00 | 18.74 |       | 18.74      | Q ,   |
| 3       | María Belén Toimil  | Espanha       | 18.64 |       |       | 18.64      | Q ,   |
| 4       | Auriol Dongmo       | Portugal      | 17.78 | 18.55 |       | 18.55      | Q     |
| 5       | Jessica Schilder    | Países Baixos | 18.24 | 17.78 | 18.48 | 18.48      | Q ,   |
| 6       | Fanny Roos          | Suécia        | 17.78 | 18.45 |       | 18.45      | Q     |
| 7       | Sara Gambetta       | Alemanha      | x     | 18.43 |       | 18.43      | Q ,   |
| 8       | Markéta Červenková  | Chéquia       | 17.93 | 18.16 | 17.59 | 18.16      | q,    |
| 9       | Sophie McKinna      | Reino Unido   | 17.59 | 17.95 | x     | 17.95      |       |
| 10      | Katharina Maisch    | Alemanha      | 17.93 | 17.72 | 17.59 | 17.93      |       |
| 11      | Emel Dereli         | Turquia       | 17.83 | 17.59 | 17.60 | 17.83      |       |
| 12      | Klaudia Kardasz     | Polónia       | 17.57 | x     | 17.81 | 17.81      |       |
| 13      | Amelia Strickler    | Reino Unido   | 17.12 | 16.91 | x     | 17.12      |       |
| 14      | Chiara Rosa         | Itália        | 16.30 | 16.56 | 16.90 | 16.90      |       |
| 15      | Frida Åkerström     | Suécia        | 16.17 | 16.86 | 16.72 | 16.86      |       |
| 16      | Senja Mäkitörmä     | Finlândia     | 16.71 | 16.74 | 16.76 | 16.76      |       |
| 17      | Sara Lennman        | Suécia        | 16.01 | x     | 16.08 | 16.08      |       |

### Final
A final aconteceu às 17:45 no dia 5 de março de 2021.
| Posição           | Atleta              | Nacionalidade | #1    | #2    | #3    | #4    | #5    | #6    | Resultados | Notas                |
| ----------------- | ------------------- | ------------- | ----- | ----- | ----- | ----- | ----- | ----- | ---------- | -------------------- |
| Medalha de ouro   | Auriol Dongmo       | Portugal      | x     | 19.21 | 19.07 | 19.08 | 19.34 | x     | 19.34      |                      |
| Medalha de prata  | Fanny Roos          | Suécia        | x     | 18.53 | 18.59 | x     | 19.29 | x     | 19.29      | Recorde nacional     |
| Medalha de bronze | Christina Schwanitz | Alemanha      | 18.21 | 18.71 | 18.39 | 18.41 | 18.29 | 19.04 | 19.04      |                      |
| 4                 | Aliona Dubitskaya   | Bielorrússia  | 18.11 | 18.44 | 18.70 | 18.61 | 18.46 | 18.86 | 18.86      | Recorde da temporada |
| 5                 | Jessica Schilder    | Países Baixos | x     | 18.02 | 18.02 | 18.29 | 18.69 | x     | 18.69      | Recorde pessoal      |
| 6                 | Sara Gambetta       | Alemanha      | 18.30 | x     | 18.34 | x     | 18.13 | 17.94 | 18.34      |                      |
| 7                 | María Belén Toimil  | Espanha       | x     | 17.41 | x     | 17.80 | x     | 18.01 | 18.01      |                      |
| 8                 | Markéta Červenková  | Chéquia       | 16.85 | 17.28 | 17.75 | 17.55 | 17.47 | 17.42 | 17.75      |                      |

Legenda
| Recorde mundial       | Recorde mundial (World record)               |                       | Recorde africano                      | Recorde africano (African) |                                           | Q | Classificado por posição (Qualified) |
| Recorde do campeonato | Recorde do campeonato (Championship record)  | Recorde da América    | Recorde da América (Americas)         | q                          | Classificado por melhor tempo (Qualified) |   |                                      |
| Melhor marca do ano   | Melhor marca do ano (World leading)          | Recorde asiático      | Recorde asiático (Asian)              | DNS                        | Não largou (Did not start)                |   |                                      |
| Recorde nacional      | Recorde nacional (National record)           | Recorde europeu       | Recorde europeu (European)            | DNF                        | Não terminou (Did not finish)             |   |                                      |
| Recorde pessoal       | Recorde pessoal do atleta (Personal best)    | Recorde da Oceania    | Recorde da Oceania (Oceania)          | DSQ / DQ                   | Desclassificado (Disqualified)            |   |                                      |
| Recorde da temporada  | Recorde da temporada do atleta (Season best) | Recorde sul-americano | Recorde sul-americano (South America) | NM                         | Sem marca (No mark)                       |   |                                      |